# Oleško (Březová-Oleško)
Oleško je vesnice v okrese Praha-západ, je součástí obce Březová-Oleško. Nachází se na jihovýchodě obce a leží nad pravým břehem řeky Vltavy. V roce 2015 zde bylo evidováno 973 trvale žijících obyvatel.

## Historie

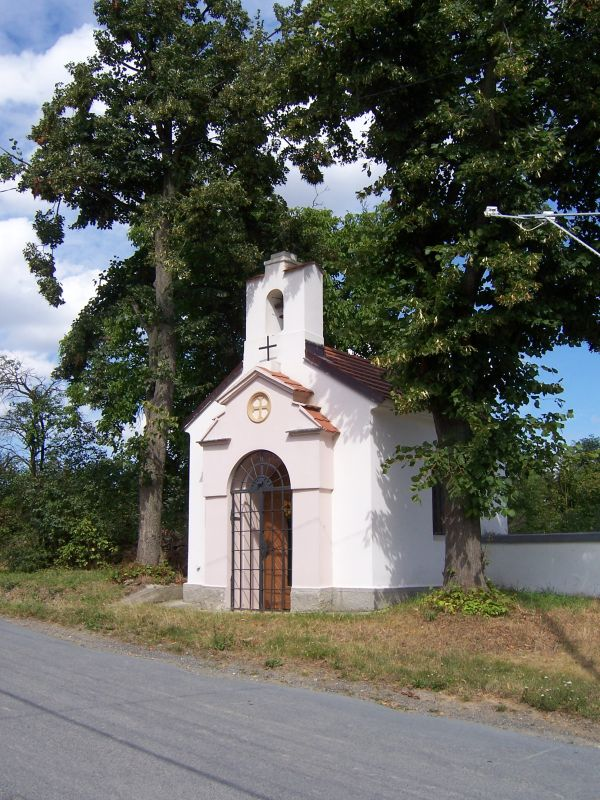
Kaplička v Olešku

První písemná zmínka o vesnici pochází z roku 1310, kdy byla zapsána do listiny papeže Klimenta V. Tohoto roku byla s přiléhající osadou Březová darována klášteru na Ostrově u Davle. V dokumentu jsou jmenovány jako Olsek a Brescowi.
Roku 1850 se Oleško stalo jednou z osad obce Zvole. Roku 1908 byla k Olešku vybudována cesta. Ještě ve 20. letech 20. století se v osadě nacházelo pouze 11 domků, ve kterých žilo 60 obyvatel. Pak však došlo k rychlé turistické kolonizaci malebného okolí a koncem této dekády byly v místech zvaných Nové Oleško vybudovány letní byty, chaty i přepychové vily. V té době byly v Olešku tři hostince, z nichž jeden, v polovině svahu chatové oblasti, byl v majetku p. Sladomela a od přelomu 21. století je používán jako soukromý obytný objekt, a další, hostinec U Kotábů, stával na návsi.

## Místopis
Ves leží na jižním okraji Pražské plošiny, jejíž svahy jsou rozrušeny vodotečemi. Nejnižším místem území je břeh Vltavy – cca 200 m n. m. (hladina nádrže Vrané má kótu 199,62 m n. m., kolísá dle nadržení), nejvyšší místo na území Březové „V Hoře“ má kótu 392 m n. m. Území Oleška je pak nejvýše v cca 350 m n. m. V oblasti Oleška je plošina ohraničena na západě údolím Vltavy, na jihu údolím Zahořanského potoka (dřívější název Libřice), na východě údolím místního Zlatého potoka, do kterého přitéká ze středu obce malý bezejmenný přítok. Ačkoliv má poměrně malý průtok, je hluboce zaříznutý do krajiny. Oba jmenované potoky, Zlatý potok i Zahořanský potok, mají osídlení pstruhového pásma. Průměrná roční teplota na území je přibližně 8,5 stupně C. Průměrný roční úhrn srážek je 600 mm. Vegetační doba je 165 dní.

### Geografie a místní květena
Nad svahem se na malé, jakoby náhorní plošině, neboť jde o okraj Pražské plošiny, nachází prameniště vodoteče protékající historickým středem vsi. Místo má příhodný název Jezírka nebo Na jezírkách. Plocha byla z velké části zastavěna a z původních jezírek zbývají jen dvě, jedno s upravenými břehy, nacházející se na soukromé parcele. Na hraně svahu Vltavy se nachází místo s vyhlídkou do kraje, např. na Měchenické nádraží. Vodoteč z Jezírek směřuje kolmo od vltavského svahu směrem od Vltavy na východ a prochází historickým středem obce, kde protéká malým rybníkem. O sto metrů dále do údolí se nachází vodní nádrž vybudovaná v 60. letech původně jako požární se sypanou, betonovými dílci zpevněnou hrází (Rybník Olešák) - v roce 2018 proběhla rekultivace. Bývala velmi hojně využívaná místními jako koupaliště, které však po sametové revoluci zaznamenalo značný ústup z bývalé slávy a dnes je využívána k chovu ryb. Potůček pak pokračuje strmě do údolí přes kamenné ochranné stupně a vlévá se do Zlatého potoka. Ten směřuje k jihu. Jeho koryto je částečně uměle upravené a jde o pstruhový potok. Zlatý potok se asi po kilometru vlévá do Záhořanského potoka, která je také pstruhovým revírem. Azimut vodoteče se soutokem opět změní zhruba o 90 stupňů na další kilometr až do řeky Vltavy. V ní se voda z Jezírek vydává na sever, aby protekla necelých 300 metrů vzdušnou čarou od svého pramene a překonala přitom přibližně 130 výškových metrů.

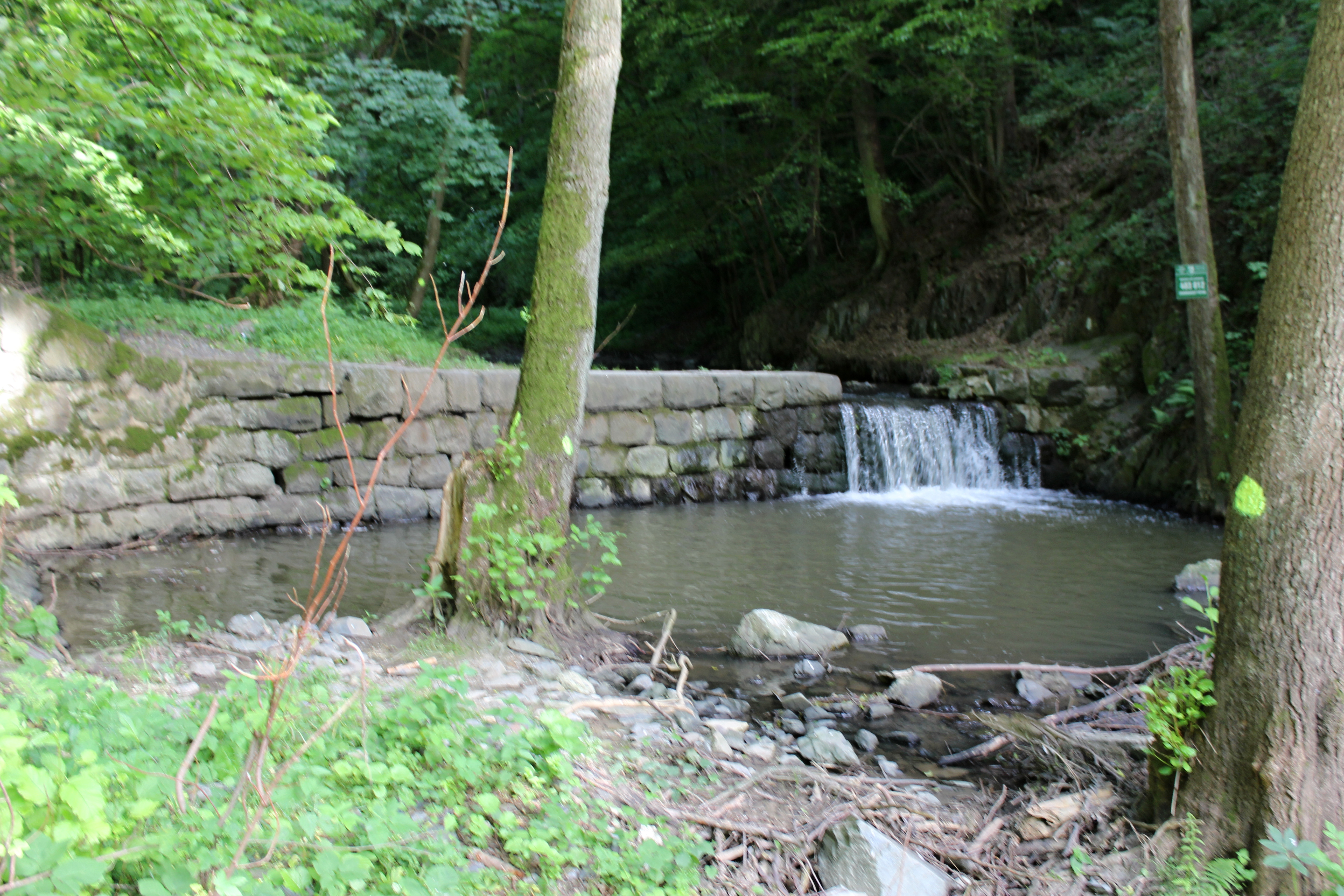
Jez na Záhořanském potoce v lokalitě Sedm jezů

Výchozy na svazích Vltavy vytvářejí teplomilnou niku a naopak zářezy ve svazích prostor pro chladnomilnější rostliny. Původní porost byl nicméně s nástupem pastevectví z velké části vymýcen, a zřejmě odtud i pochází název obce Oleško, nebo dříve uváděné Woleschko je odvozeno od olysalý = holý. To mělo za následek značnou erozi půdy. Při jednom přívalovém dešti došlo v 19. století k tak rozsáhlému stržení materiálu přívalovou vodou, že splavený materiál (převážně štěrkopísek) do poloviny ucpal řečiště Vltavy, do které Zahořanský potok ústí. Kromě toho došlo i značným materiálním ztrátám a dokonce i ztrátám na životech. Jako reakce byly na obou potocích a drobných přítocích vybudovány jezové stupně (nyní technická památka) a zakázáno spásání strání dobytkem. Stráně potoků byly po tomto zásahu opět osídleny habrem, lískou, duby a břízami, tedy původním porostem. Kromě nich se zde hojně vyskytuje i nepůvodní akát. Ten byl vysazen na svazích podle nově budované železniční trati Posázavský pacifik k jejich stabilizaci a odsud se rozšířil po okolí.

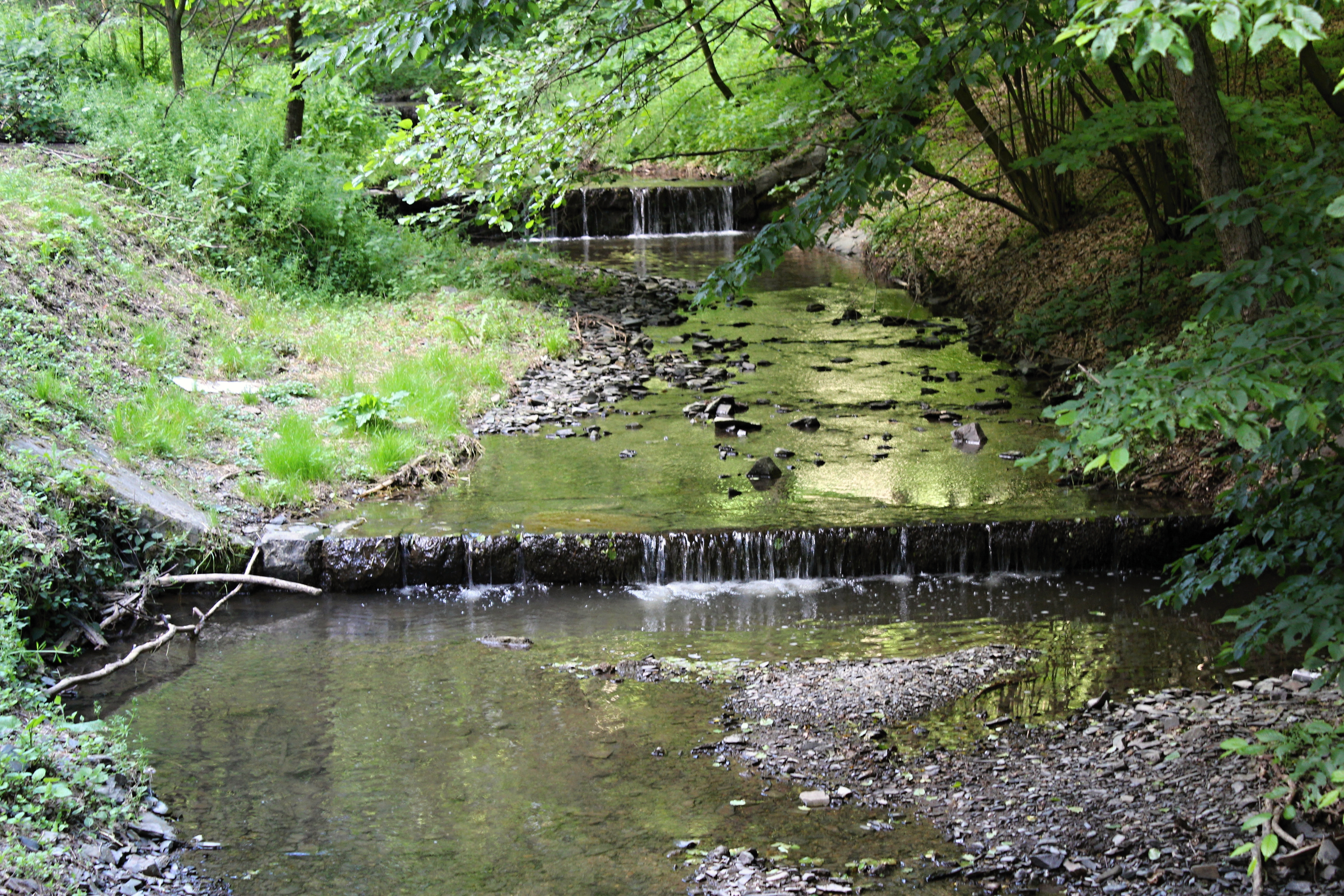
Jezy na Zlatém potoce před jeho ústím do Záhořanského potoka

Tok Vltavy byl také upravován. Původní divoká řeka byla ve Vraném přehrazena, vzdutí, jehož výška je 17 metrů, sahá i pod svahy Oleška a končí na Vltavě prakticky až ve Štěchovicích a na Sázavě u Pikovického mostu. Vzdutím byly na olešském břehu zaplaveny louky patřící původně protější obci Měchenice a změna zanesena v katastrálních plánech. Zaplavené části jak na Sázavě, tak i tyto však vytvořily z říčního hlediska poměrně bohatý biotop. Při úpravách řeky v druhé polovině 20. století byl vybagrovaný materiál Povodím Vltavy uskladněn právě na zmíněném místě. Nejprve byly vytvořeny jezerní pole, do kterých pak byl umístěn vybagrovaný štěrk a bahno a kal, čímž byl tento biotop značně narušen, v podstatě zničen. Také zde byl uložen materiál vytěžený při rozšiřování tunelů. Povodí Vltavy zásah zdůvodnilo rychlejším náběhem vody na vodní dílo Vrané (obdobný zásah byl proveden i na prvém břehu Vltavy pod Hradištkem mezi Štěchovickým mostem a Mandátem a dále opět na pravém břehu na Jarově v délce cca 1,75 km – naproti zbraslavského lomu, tady je uložena i část materiálu z budování Radotínského přístavu). Území Měchenických luk se tak zpola opět ocitlo nad vodou, proměněno z části v bažinatý prostor, katastrálně příslušný k Olešku. Ačkoliv došlo k narušení biotopu řeky, nebyla místní příroda těžce poškozená, naopak, ze zasypaných částí vznikl nový přírodní prostor, který je navíc součástí významného biotopu zalesněného svahu.
Za polem, v části Oleško, které bylo postupně zaplňováno novostavbami, směrem na východ od historického středu obce, se nachází v lese na hraně svahu uměle vytvořené prolákliny. Jde o zbytky těžby kopaného písku. Prostoru se říká Jámy nebo Na jamách a bylo to proslulé místo srazů mládeže. Zároveň je to svědectví o výstavbě i o tom, že tady někdy c pradávnu tekla voda. Dnes se postupně se ztrácí pod náporem vegetace. Podél Záhořanského potoka se nachází velké množství osadních chat, převážně z období okolo druhé světové války, z nichž část je na území katastru Oleško. Stojí tu také známá usedlost Maškův mlýn s náhonem a malým mlýnským rybníkem.

### Formanská cesta

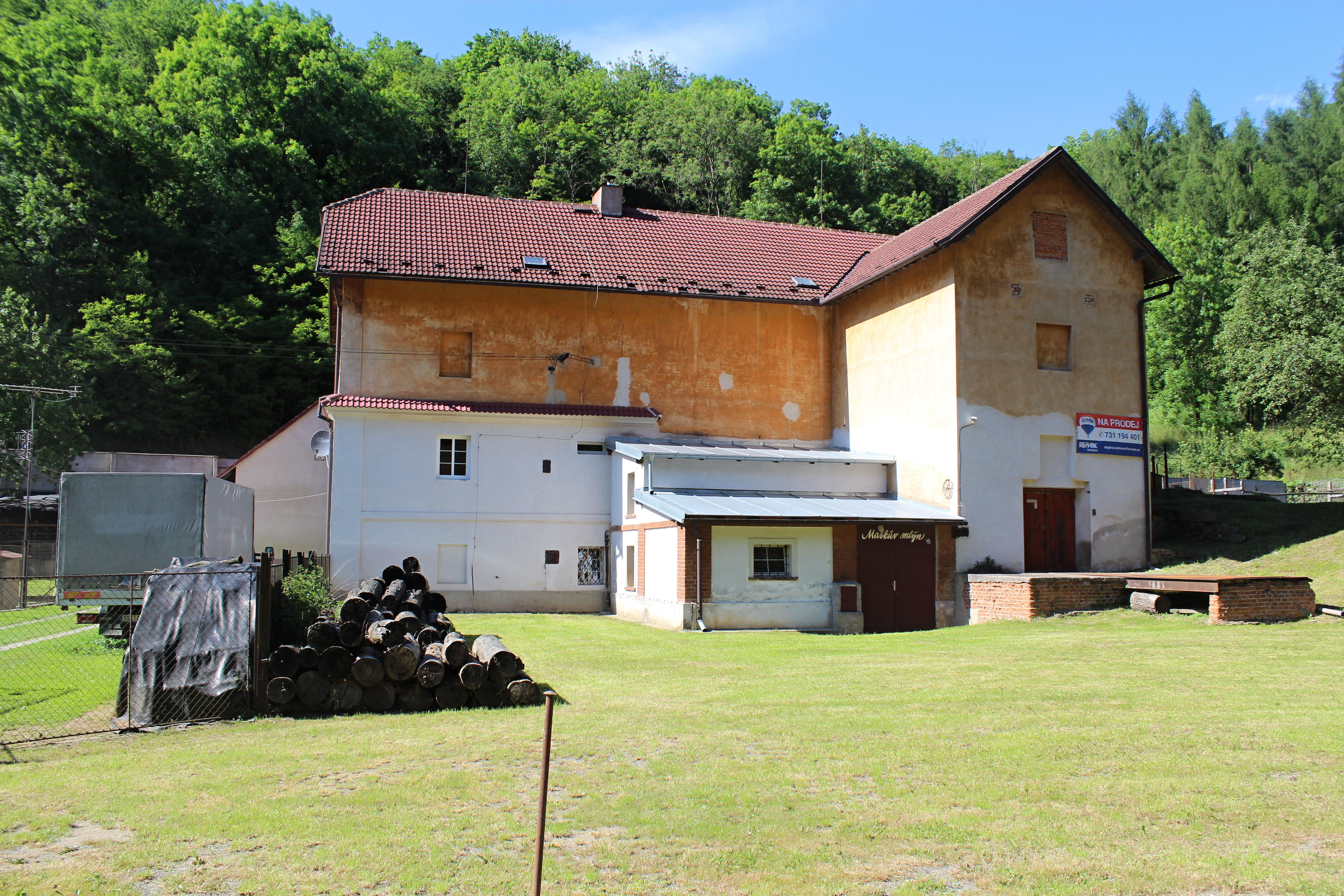
Maškův mlýn před ústím Záhořanského potoka

Oleško také leží na trase staré formanské cesty vedoucí z jihu do Prahy. Potřeba odpočinku formanských vozů po výstupu od břehů Vltavy také zdůvodňuje v té době neúměrné množství hospod v poměru k velikosti obce – údajně byly jednu dobu čtyři, a to v osadě s jedenácti domky. Později hospody sloužily movitějším majitelům venkovských bytů a končily jako místní kulturní centra pro pražské rekreanty. Po úpadku formanského provozu vedl nepoměr mezi letním a zimním provozem postupně k jejich zániku. Na území Oleška zbyla jediná, navíc v místě novostavby zahrádkářkého objektu a teprve s opětovným trvalým osidlováním vznikla další. Díky relativně dobré dopravní obslužnosti od 90. let 20. století rychle roste počet trvale žijících obyvatel ve vilových částech, a to jak starších objektech, tak v novostavbách. Zhruba po trase formanské cesty prochází dnes obcí červeně značená turistická cesta. Obchází ovšem střed obce, tedy i konečnou autobusu 333, hospodu, kapličku a místní sportoviště. Na jižním ostrohu na této cestě je vyhlídka směrem na Davli.
Podle historických pramenů byla do Oleška přivedena silnice v roce 1908, postavená právě jako zpevněná část formanské cesty. Šlo o válcovanou štěrkovou cestu. Pro běžný provoz je dnes trasa přes obec nicméně neprůjezdná, což ji uchránilo před masovým rozvojem tranzitní dopravy. Některé zbytky původní cesty jsou dokonce zcela zapomenuté a nevyužívané, a to ani jako místní komunikace. Od přelomu tisíciletí na ní podstatně vzrostl cykloturistický provoz (již od poloviny 70. let začaly být její malé části asfaltovány). Končí zhruba ve středu historické části, tam kde k roku 2021 byla autobusová smyčka linky 333, 445 a obecní úřad.

### Železnice

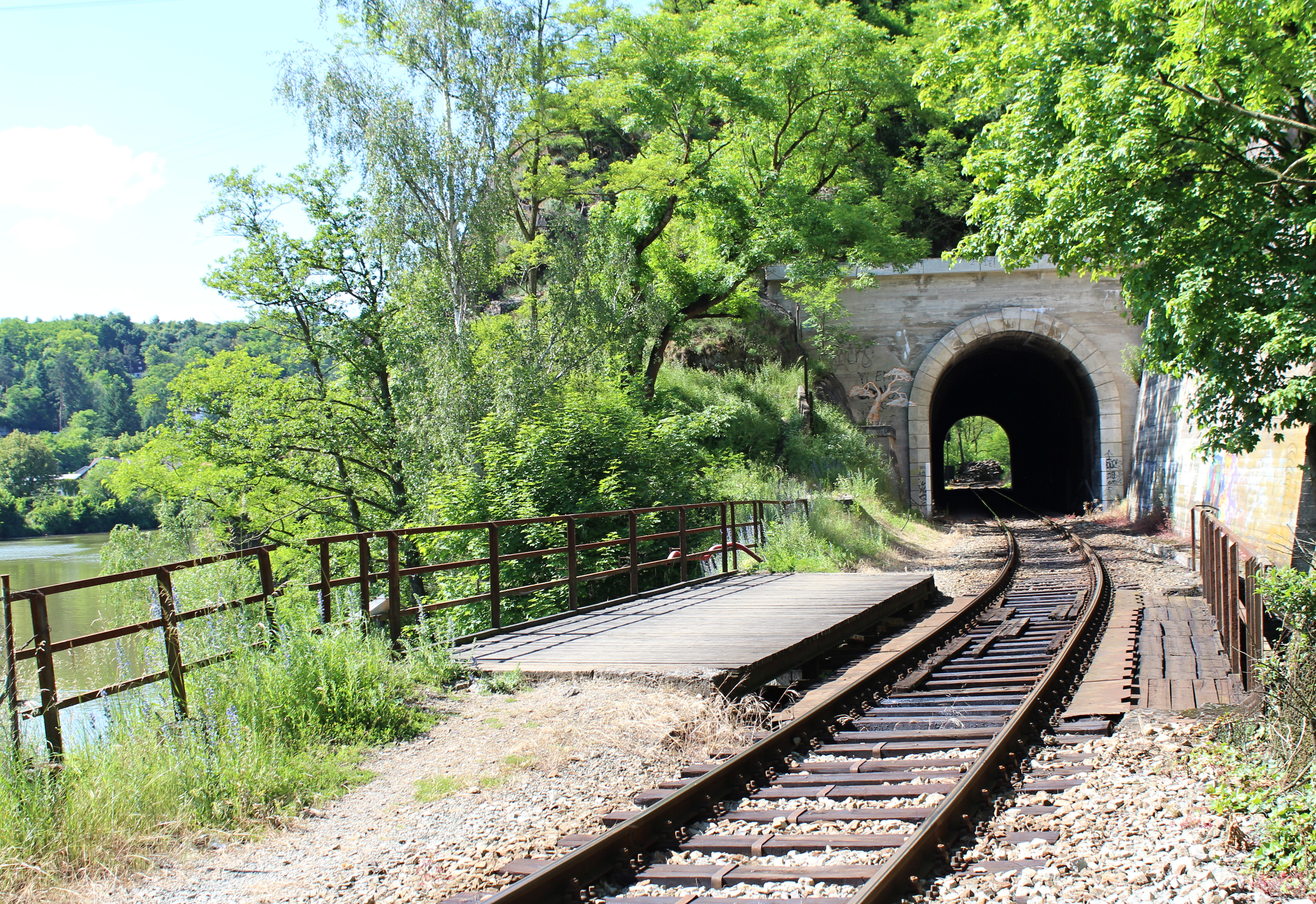
Pod jižním portálem Libřického tunelu ústí do Vltavy Záhořanský potok. Část mostu sloužila jako nástupiště bývalé zastávky Libřice.

Železniční trať 210 se nachází na břehu řeky Vltavy na západní straně katastrálního území Oleško pod strmým svahem, tvořeným z části skalním výchozem, odkrytým erozní činností řeky. Protože je pravý břeh pod obcí díky skalám neprůchodný, byly k vedení trati v těchto místech v roce 1881 na hranici Oleška raženy tři železniční tunely. V téže době byly na atejné trati také raženy tunely podél Sázavy a v roce 1897 Jarovský tunel mezi Vraným nad Vltavou a Skochovicemi. Dva z těchto tunelů - Skochovický tunel a Libřický tunel jsou na katastrálním území Oleška. Třetí, Davelský tunel leží na katastru Davle. Tunely byly v 70. a 80. letech 20. století rekonstruovány a opatřeny betonovými portály. Zároveň byl zvýšen jejich profil pro dlouhodobě uvažovanou elektrifikaci trati, ke které ovšem zatím nedošlo.
Na hranici Oleška a Davle v místě, kde ústí Zahořanský potok do Vltavy, byla mezi Libřickým a Davelským tunelem do 27. července 1975 v provozu železniční zastávka Libřice. Důvodem zrušení bylo její využití jako výsypky materiály oprav Libřického a Davelského tunelu. Od předválečného období do 60. let 20. století ji využívali především trampové a osadníci z chatových osad v Záhořanském údolí.
V jízdních řádech ČD se pak v polovině 90. let 20. století objevila zastávka Davle-přírodní park umístěná na území Oleška, kde původně byly Měchenické louky. Záměr na zřízení zastávky byl po povodni v roce 2002 opuštěn, ale v jízdních řádech se s údajem „ode dne vyhlášení“ objevovala až do roku 2004/2005. Stojí tu ovšem železniční strážní domek, oficiálně nazvaný „hláska Jezero“, který byl postaven ke snadnějšímu zvládání prudkého nárůstu zejména osobní dopravy v 50. až 70. letech 20. století. Dělil trať mezi Měchenicemi a Davlí na dva kratší traťové úseky, čímž se zvýšila její propustnost (na traťový úsek nelze vpustit další vlak, pokud není volný, jeho průjezd není potvrzený). K roku 2011 byl nepravidelně obýván bezdomovci a je téměř zničen.
V blízkosti vesnice se nachází Davle, kde je také nejbližší nádraží, zastávku zde má i Pražská paroplavba a v Davli je k dispozici několik linek autobusů. Vzdálenost center obcí je vzdušnou čarou asi 1,5 km, ale po komunikacích asi dvojnásobná, s převýšením přes 100 m. Pro výletníky je to docela lákavé, délku trasy si lze volit ve velkém rozsahu a s průkazkou MHD to ani není moc nákladné.